# Avanço Progressista
O Avanço Progressista (em espanhol, Avanzada Progresista), mais conhecido pelo acrônimo AP, é um partido político progressista antichavista na Venezuela, fundado por ex-membros do Pela Democracia Social (PODEMOS), da Pátria para Todos e do Partido Socialista Unido da Venezuela (PSUV) em junho de 2012. O atual secretário-geral do partido é Juan José Molina.